# Epilobium wattianum
Epilobium wattianum är en dunörtsväxtart som beskrevs av Haussk.. Epilobium wattianum ingår i släktet dunörter, och familjen dunörtsväxter. Inga underarter finns listade i Catalogue of Life.